# Săcueni
Săcueni, oppure Săcuieni, in passato Podul Săcuilor, (in ungherese Székelyhíd, in tedesco Zickelhid) è una città della Romania di 11 709 abitanti, ubicata nel distretto di Bihor, nella regione storica della Transilvania.
Fanno parte del territorio amministrato anche le località di Cadea, Ciocaia, Cubulcut, Olosig e Sânnicolau de Munte.